# Ark Linux
Ark Linux è stata una distribuzione Linux che utilizzava solo software libero, mantenuta da un gruppo di volontari con l'obiettivo di essere di semplice installazione e facile utilizzo. Utilizzava KDE come interfaccia grafica.
Ark Linux era disponibile su un singolo CD, anche in versione "live".

## Obiettivi del progetto
Il progetto Ark Linux si proponeva di:
- Essere semplice per quanto riguarda installazione e utilizzo.[1]
- Disporre di tutte le applicazioni necessarie ad un utente medio.[2]
- Evitare di includere applicazioni non necessarie per un utente medio.[3]
- Automatizzare e semplificare l'installazione di software aggiuntivo.[3]
- Essere tecnicamente sano.[3]
- Usare solo Free Software.[4]

## Contenuti della distribuzione
Il CD che compone la base della distribuzione Ark Linux forniva le applicazioni fondamentali per una utenza di tipo "desktop"; applicazioni di tipo server e strumenti di sviluppo erano forniti a parte in appositi CD aggiuntivi, oppure potevano essere scaricati dalla rete. Ark Linux utilizzava pacchetti RPM e supportava APT, attraverso le interfacce grafiche Kynaptic e Kpackage. Software non libero quali i driver proprietari NVIDIA o Adobe Flash erano comunque disponibili tra i pacchetti non supportati.

### Peculiarità
Caratteristiche peculiari di questa distribuzione erano state il sistema di installazione grafico, introdotto già nel 2001 con la prima versione, ed il "mission control" una specie di centro di controllo, che semplificava l'aspetto del KDE Control Center.
Nell'ambito dello sviluppo del suo sistema di installazione, Ark Linux supportava il progetto QtParted.

## Cronologia delle versioni
La prima versione (1.0 alpha 1), che fu una prova per dimostrare la possibilità di installare facilmente un sistema Linux grazie ad una semplice interfaccia grafica, fu distribuita nell'Agosto 2001. L'ultima versione targata come alfa fu la 1.0alpha12 pubblicata nel 2005. In questa fase del suo sviluppo Ark Linux era conosciuto come Ark Linux H2O.
Versioni stabili:
- 19/3/2005  - Ark Linux 2005.1
- 10/12/2005 - Ark Linux 2005.2
- 2/8/2006   - Ark Linux 2006.1, Ark Linux Live 2006.1
- 17/8/2007  - Ark Linux 2007.1, Ark Linux Live 2007.1
- 14/5/2008  - Ark Linux 2008.1, Ark Linux Live 2008.1

Non verranno più rilasciate ulteriori versioni, nonostante ad inizio 2012, assieme agli auguri di buon anno, gli sviluppatori dichiareranno che sono in corso i lavori per la tanto attesa nuova versione.

## La fusione con OpenMandriva e la fine del progetto
Infine, nel giugno 2012, sfruttando la scadenza del dominio internet e la dimenticanza al rinnovo preventivo da parte dei proprietari (impegnati già in quello che sfocerà poco dopo in una fusione con un altro progetto) il dominio arklinux.org è stato registrato da estranei al progetto, obbligando il team di sviluppo a rilasciare una nota - che si rivelerà poi essere l'ultima ufficiale - attraverso il sito linux.industries, nella quale verrà anche rivelato il futuro del progetto:
But that's not a catastrophe, since the project is currently being merged into a greater effort anyway.
I started Ark Linux because at the time - back in 2001 - there was no other Linux distribution that was really suitable for typical end users without much of an understanding of the underlying technology. Later on, we kept it going because other projects addressing end user needs typically were under the control of a corporation, doing whatever is in their financial interest rather than whatever makes most sense.
Fortunately, this has changed in late 2012: With the launch of OpenMandriva, there's a project that is building a nice, end user friendly distribution that made the same decisions we've made -- a strong KDE desktop and the rpm 5.x package manager, and that is not under the control of corporate interests (there is absolutely nothing wrong in working with companies such as ROSA or Mandriva - but their needs should not dictate where the development goes).
Given this, there is no need to continue as a separate project - it makes more sense to pool resources and build the best distribution we can.
There might ultimately be another Ark Linux release - one that ultimately is OpenMandriva with a slightly different selection of core packages.»
Ma non è una catastrofe, dato che il progetto attualmente è comunque in corso di fusione in qualcosa di più grande.
Ho ideato Ark Linux perché a suo tempo – nel 2001 – non c’erano altre distribuzioni che fossero realmente adatte per il tipico utente finale senza che questo avesse conoscenze sulle tecnologie sottostanti. Successivamente, abbiamo continuato ad andare avanti perché gli altri progetti indirizzati alle necessità degli utenti finali erano tipicamente sotto il controllo di qualche società, facendo tutto ciò che fosse nei loro interessi finanziari piuttosto che ciò che abbia davvero senso fare.
Fortunatamente, tutto ciò è cambiato nel tardo 2012: con il lancio di OpenMandriva, esiste un progetto che sta costruendo una bella distribuzione user-friendly, che ha fatto le stesse scelte che abbiamo fatto noi – un solido desktop KDE e come gestore pacchetti l’rpm 5.x, e che non è sotto il controllo di qualche interesse aziendale (non c’è assolutamente nulla di male nel lavorare con compagnie come ROSA o Mandriva – ma le loro necessità non dovrebbero imporre la direzione che lo sviluppo del software debba prendere).
Alla luce di ciò, non c’è motivo di proseguire come progetti separati – ha più senso raggruppare le risorse e costruire la migliore distribuzione che possiamo.
In definitiva, otrebbe esserci un’altra versione di Ark Linux – una che in pratica è OpenMandriva con una selezione di pacchetti software leggermente diversa.»

Il progetto tuttavia avrà termine qui, l'ultima release ufficiale di Ark Linux resterà la 2008.1

## Curiosità
Il progetto, per somiglianza e assonanza nel nome con un'altra famosa distribuzione (Arch Linux, attualmente ancora attiva e seguita), è stata spesso fonte di confusione e malintesi a metà degli anni 2000. Questa stessa pagina di Wikipedia ne è stata vittima nei link delle note, reindirizzando al progetto Arch Linux anziché Ark Linux per diverso tempo a causa di un errato aggiornamento.
Il malinteso è tanto più buffo se si tiene presente la grande differenza del target di utenza dei due progetti: laddove Ark Linux puntava a rendersi il più possibile fruibile agli utenti alle prime armi (anche e soprattutto, come già detto, sfruttando fin da subito gli ambienti grafici in fase di installazione), Arch Linux al contrario ha da sempre come target un'utenza più esperta ed indipendente: a tutt'oggi, l'installazione si svolge tramite riga di comando e non solo, l'ambiente grafico stesso deve essere installato successivamente.

Gli stessi sviluppatori di Arch Linux cavalcarono l'onda di questo malinteso e lo sfruttarono per organizzare un pesce d'aprile nel 2007:
We will keep our domain archlinux.org for the next few weeks, while people are still getting used to the name change, but eventually we will switch domains as well. In changing names, we are sure that people will never again have problems discerning Arch Linux with Ark Linux.
Long Live Ark Linux!»
Oggi, siamo felici di annunciare il cambio di nome per Arch Linux. Oggi, sono lieto di annunciarvi, che saremo conosciuti come Ark Linux!
Manterremo il nostro dominio archlinux.org per qualche altra settimana, finché le persone si abitueranno al cambio di nome, ma alla fine faremo anche il cambio di dominio. Cambiando il nostro nome siamo sicuri che le persone non avranno più problemi a distinguere Arch Linux da Ark Linux.
Lunga Vita Ad Ark Linux!»
(Simo Leone)